# Temná
Temná (německy Schwarze Hübl), 1264 m, je vrchol v Pradědské hornatině, části Hrubého Jeseníku. Leží na bočním hřebeni, vybíhajícím k východu od Vysoké hole k Malé Morávce. Nedaleko vrcholu prochází žlutá turistická trasa od Malé Morávky k chatě Ovčárna.